# Venus y Marte sorprendidos por Vulcano (Wtewael)
Venus y Marte sorprendidos por Vulcano (en neerlandés, Venus en Mars verrast door Vulcanus) es una obra de Joachim Wtewael, pintada sobre cobre en el año 1601. Mide 21 cm de alto y 15,5 cm de ancho. Se guarda en el Mauritshuis, La Haya, en los Países Bajos.
En este cuadro se representa una historia clásica. Venus estaba casada con Vulcano, pero tenía como amante a Marte. Lo descubrió Apolo, el dios del sol, y se lo comunicó a Vulcano y el resto de los dioses. Para atrapar al amante, Vulcano forjó una red en la que atrapar a Marte. Esta historia la trata Wtewael de manera más bien desenfada y cómica, en lugar del tono moralista que se puede apreciar en otras versiones del tema.